# Hans Ulrich Eberle
Hans Ulrich Eberle (* 7. August 1927 in Holzgerlingen; † 16. Juni 1988 in Heilbronn) war ein deutscher Bibliothekar. Er leitete von 1960 bis zu seinem Tod 1988 die Stadtbibliothek Heilbronn. Innerhalb des Vereins Deutscher Volksbibliothekare, dessen Landesvorsitz er von 1967 bis 1971 innehatte, setzte er sich für die Demokratisierung der Bibliotheksbestände ein, die er in dem von ihm geleiteten Haus auch als einer der Ersten umsetzte. Er zählte außerdem durch eine reiche Veranstaltungs- und Ausstellungstätigkeit über mehrere Jahrzehnte zu den maßgeblichen Kulturförderern der Stadt Heilbronn.

## Leben
Er war der Sohn eines Lehrers und einer Buchhändlerin. Der Vater stammte aus Urach und war seit 1924 als Lehrer in Holzgerlingen tätig. 1928 wechselte er nach Dettingen an der Erms und 1930 nach Baltmannsweiler, wo er Schulleiter war. Hans Ulrich als zweites von vier Kindern wuchs im Schulhaus von Baltmannsweiler auf und besuchte dort anfangs auch die Schule. Nachdem der Vater 1940 krankheitsbedingt vorzeitig pensioniert wurde, zog die Familie nach Eßlingen am Neckar, wo Hans Ulrich das Georgii-Gymnasium besuchte.
1943 wurde er als Luftwaffenhelfer zur Leichten Flakbatterie 2/858 im Raum Stuttgart eingezogen, danach im Herbst 1944 zum Reichsarbeitsdienst und schließlich zum Fronteinsatz, der fast nur noch aus Rückzugsgefechten bestand. Bei Kriegsende wurde Eberle im Lager Heilbronn interniert, das er im März 1946 verlassen konnte.
Zurück in Eßlingen holte er das Abitur nach. Er trat dem CVJM bei und nahm ein Studium am Predigerseminar in Stuttgart auf, da er zunächst Pfarrer werden wollte. Sein Berufswunsch war jedoch alles andere als ausgeprägt, so dass Eberle häufig daran zweifelte und überlegte, nicht doch Lehrer zu werden. Die besorgte Mutter ließ ihm schließlich in dieser Zeit der Unsicherheit Unterlagen über das Berufsbild des Bibliothekars zukommen, die ihn überzeugten. Er wechselte bald zum Stuttgarter Bibliothekar-Lehrinstitut, das er 1952 mit Diplom verließ. In seiner Lehrzeit prägte ihn vor allem der Bibliothekar Erwin Ackerknecht.
Sein beruflicher Werdegang begann 1952 mit einer Halbtagsstelle in der Stadtbücherei in Ludwigsburg. Es folgte 1955 die Leitung der Stadtbücherei von Friedrichshafen, wo er zugleich die Bibliothek des Vereins für Geschichte des Bodensees und seiner Umgebung betreute. Schließlich zog er 1960 nach Heilbronn, wo er Nachfolger von Berta Danner als Leiter der Stadtbibliothek Heilbronn wurde. Zu seinen ersten Aufgaben zählt der Umzug der Bücherei vom Nachkriegs-Provisorium im Alten Stadttheater in den wiederaufgebauten Deutschhof, wo die neuen Räumlichkeiten am 29. September 1961 eingeweiht wurden. Unter seiner Führung wurde nicht nur der Bibliotheksbestand modernisiert, sondern entwickelte sich die Stadtbibliothek bald zu einem Zentrum vielseitigen Kulturlebens. Neben Lesungen fanden auch Schallplattenabende, Konzerte, Vorträge und vieles mehr statt. Eine besonders intensive Zusammenarbeit gab es mit dem Künstlerbund Heilbronn, der die Bibliothek immer wieder für Ausstellungen nutzte. Diese breite kulturelle Ausrichtung einer Bibliothek war damals neu und Eberle propagierte ein neues bibliothekarisches Berufsverständnis bei vielen sich bietenden Gelegenheiten.
In den ersten zehn Jahren unter seiner Leitung wuchs der Bestand der Heilbronner Bibliothek von 39.000 auf 85.000 Bücher an. Eberle initiierte die Gründung von zwei Bücherei-Filialen in Böckingen und ließ 1965 eine Fahrbibliothek einführen.
Von 1967 bis 1971 war Eberle Landesvorsitzender des Vereins Deutscher Volksbibliothekare, wo er eine rege Fortbildungstätigkeit ins Leben rief, für die er u. a. auch Walter Jens und Hermann Bausinger gewinnen konnte und innerhalb der er 1970 in Pforzheim über die Aufgaben der kommunalen öffentlichen Bibliothek in der demokratischen Gesellschaft referierte. In diesem grundlegenden Referat trat er dafür ein, dass die Grenzen der Buchauswahl nicht wie bisher von den Leitern der Bibliotheken festgelegt würden, sondern soweit es die finanziellen Möglichkeiten zuließen allein im Rahmen des Grundgesetzes und des Strafgesetzbuches definiert wären, so dass letztlich der Geschmack und die Auswahlkriterien der Bürger akademischen Hochmut oder bildungsbürgerliche Ressentiments überwiegen sollten. Zwar fand Eberle mit diesen Gedanken 1970 nur wenig Gehör, er nahm damit aber eine Einstellung vorweg, die sich im weiteren Verlauf der 1970er Jahre an vielen öffentlichen Bibliotheken dann doch durchgesetzt hat.
Das von Eberle in Heilbronn initiierte Kulturprogramm spiegelt seine Forderungen nach einem vielseitigen Engagement wider. Zu den von ihm eingeladenen Gästen zählen neben Neulingen und regionalen Autoren auch Martin Walser, Astrid Lindgren und Ingeborg Drewitz, die sich von der „Kauzigkeit“ Eberles begeistern ließ. Weit mehr als mit Lesungen und Empfängen machte Eberle die Bücherei jedoch mit ihren auch überregional beachteten Buchausstellungen bekannt. Der englische Bibliothekar G. Alan Howe lobte die Ausstellung Heilbronner Autoren des 20. Jahrhunderts (1971) als „vorbildlich“. Große Beachtung fand auch die Ausstellung Der Krieg im Roman des 20. Jahrhunderts (1985), die Eberle gemeinsam mit Werner Schweikert zusammengestellt hatte – zu einer Zeit, als Heilbronn wegen der auf der Waldheide stationierten Mittelstreckenraketen im Blickpunkt der Friedensbewegung stand und Autoren wie Günter Grass und Robert Jungk sich zu Gesprächen in Heilbronn einfanden. Weitere Ausstellungen waren Otto Rombach, Heinrich von Kleist, Oskar Maria Graf, Wilhelm Waiblinger, Martin Buber, Heinrich Heine, Erich Schairer, der Bücherverbrennung von 1933 und der deutschen Exilliteratur gewidmet. Die Plakate für die Ausstellungen entwarf Eberle gemeinsam mit regionalen Künstlern wie Joachim Bertsch, Peer Friedel oder Jul Schönau. Den Abschluss des Jahres bildete seit 1968 außerdem die jährliche Ausstellung Neue Bücher, die weit mehr als eine Bücherschau war, da Eberle stets zahlreiche prominente Gastredner aus dem Presse- und Verlagswesen lud, zuletzt 1987 den Zeit-Feuilletonchef Fritz J. Raddatz.
Als Beiratsmitglied des Heilbronner Kunstvereins hat Eberle sich für Avantgarde-Kunst in der ansonsten von Nachkriegsarchitektur und biederer Kunst der 1950er Jahre bestimmten Stadt Heilbronn eingesetzt. Für die Neuanlage des Stadtgartens 1972 empfahl der Kunstverein kinetische Kunst von Hans Geipel und Hein Sinken, blieb jedoch wie bei vielen anderen städtischen Bauvorhaben ungehört. Der Kunstverein hat darauf Geld zum Erwerb der Friedensstele von Erwin Wortelkamp gesammelt und diese der Stadt gestiftet, die sie 1984 dann im Stadtgarten aufgestellt hat. Bei Bauwerken des Landes in Heilbronn war man mit der Empfehlung zeitgenössischer Kunst erfolgreicher.
Als städtischer Angestellter stand Eberle stets in einem Spannungsverhältnis mit den jeweiligen Ober- und Kulturbürgermeistern der Stadt Heilbronn, die in kulturellen Dingen nicht unbedingt einer Ansicht mit Eberle waren. Aber gerade die Lust an der Kultur und weniger die an deren Verwaltung hat Eberle auch zu einem scharfzüngigen Kritiker der Heilbronner Kulturförderung gemacht, einem „Kritikaster“, wie viele schrieben. Scharfzüngig blieb er bis zuletzt. Bei seinem letzten öffentlichen Auftritt auf der Dachterrasse des Heilbronner Insel-Hotels am 15. Juni 1988 anlässlich des 300-jährigen Jubiläums der Buchhandlung Fr. Stritter konnte er sich eine Anmerkung zu Friedrich Schillers Zitat von der Freiheit des Handels und des Geistes, das Oberbürgermeister Manfred Weinmann zuvor zum Lobe der Stadt angeführt hatte, nicht verkneifen: Es sei, so Eberle, die Heilbronner Crux, dass der Handel mehr Freiheit genießt als der Geist. Bereits während der Veranstaltung fühlte er sich schwach. Am späten Abend telefonierte er noch mit einer Bekannten, am anderen Morgen wurde er tot in seiner Wohnung aufgefunden.
Eberle wurde am 21. Juni 1988 in Ostfildern-Nellingen beigesetzt.

## Familie
Eberle hat in den frühen 1950er Jahren eine Kollegin aus Ludwigsburg geheiratet. Die Verbindung, aus der keine Nachkommen hervorgingen, zerbrach beim Wechsel nach Heilbronn 1960.

## Würdigung
Der Heilbronner Oberbürgermeister Manfred Weinmann würdigte Eberle in einem Nachruf in der Gemeinderatssitzung vom 28. Juni 1988 als einen Menschen, der sich durch seine literarische Tätigkeit und sein hohes kulturelles Fachwissen innerhalb und außerhalb der Stadt in besonderer Weise hervorgetan und sich um das Büchereiwesen bleibende Verdienste erworben hat.
Die Autorin Eli Weinmann-Adorno widmete Eberle ihr 1989 erschienenes Buch Heilbronner Schmunzelgeschichten.
Ein Jahr nach Eberles Tod erschien der Gedenkband H.U.E. oder die Lust an der Kultur, in dem knapp 60 Autoren ihre Erinnerungen an Eberle gesammelt haben. Beiträge dieses Buches verfassten u. a. Herbert Asmodi, Alexander Bertsch, Ulrich Dehn, Werner Gauss, Albert Großhans, Uwe Jacobi, Jürgen Lodemann, Harry Mergel, Ingeborg Pilgram-Brückner, Erwin Rosenthal, Will Schaber, Helmut Schmolz, Helmut Sembdner, Manfred Tripps und Klaus Wagner.